# Марти Робинс
Марти Робинс (на английски: Marty Robbins) е американски кънтри певец, китарист, автор на песни.
Роден е на 26 септември 1925 година в Глендейл, Аризона.
Започва музикалната си кариера в края на 1940-те години и в продължение на повече от 30 години е сред най-популярните изпълнители на кънтри.
Умира в Нашвил, Тенеси на 8 декември 1982 г.